# The Catered Affair
 The Catered Affair és una pel·lícula estatunidenca dirigida per Richard Brooks, estrenada el 1956.

## Argument
La mare (Davis) és una mestressa de casa deixada i desil·lusionada, casada amb un taxista del Bronx, Tom Hurley (Borgnine). Vol el millor per a la seva filla, Jane (Reynolds). Quan Jane anuncia el seu compromís amb Ralph Halloran (Taylor), la Mare veu això com a oportunitat de tenir un bon casament, malgrat que la família no s'ho pugui permetre i la filla no ho vulgui. La pel·lícula tracta dels subsegüents conflictes dins de la família, que també impliquen l'oncle Jack Conlon (Fitzgerald) i la majoria del barri. No és fins al final de la pel·lícula que la mare vanitosa s'adona com ha estat de ximpleta forçant la seva pròpia fantasia a la seva família.

## Repartiment
- Bette Davis: La Sra. Agnes Hurley
- Ernest Borgnine: Tom Hurley
- Debbie Reynolds: Jane Hurley
- Barry Fitzgerald: Oncle Jack Conlon
- Rod Taylor: Ralph Halloran
- Robert F Simon: M. Halloran
- Madge Kennedy: La Sra. Halloran
- Dorothy Stickney: La Sra. Rafferty
- Carol Veazie: La Sra. Casey
- Joan Camden: Alice Scanlon
- Ray Stricklyn: Eddie Hurley
- Jay Adler: Sam Leiter
- Dan Tobin: Fondista
- Paul Denton: Bill
- Augusta Merighi: La Sra. Musso